# Niccolò Bonifazio
Niccolò Bonifazio (Cúneo, 9 de octubre de 1993) es un ciclista italiano que fue profesional entre 2014 y 2024.

## Palmarés
2013
- 1 etapa del Grand Prix Cycliste de Saguenay

2014
- 1 etapa del Tour de Japón
- Coppa Agostoni
- 3 etapas del Tour de Hainan

2015
- Gran Premio de Lugano
- 1 etapa del Tour de Japón

2016
- 1 etapa del Tour de Polonia

2018
- 1 etapa del Tour de Croacia

2019
- Tropicale Amissa Bongo, más 3 etapas
- 1 etapa de la Vuelta a la Comunidad de Madrid[3]
- Omloop Mandel-Leie-Schelde
- Gran Premio Jef Scherens

2020
- 1 etapa del Tour de Arabia Saudita
- 1 etapa de la París-Niza

2021
- Gran Premio Jef Scherens

2022
- 1 etapa de la Ruta de Occitania

2023
- 1 etapa del Giro de Sicilia

## Resultados en Grandes Vueltas
| Carrera | Carrera         | 2014 | 2015 | 2016 | 2017 | 2018  | 2019  | 2020  | 2021 | 2022 | 2023 | 2024 |
| ------- | --------------- | ---- | ---- | ---- | ---- | ----- | ----- | ----- | ---- | ---- | ---- | ---- |
|         | Giro de Italia  | —    | —    | —    | —    | 113.º | —     | —     | ―    | ―    | Ab.  | —    |
|         | Tour de Francia | —    | —    | —    | —    | —     | 137.º | 141.º | ―    | ―    | —    | —    |
|         | Vuelta a España | —    | —    | Ab.  | —    | —     | —     | —     | —    | ―    | ―    | —    |

—: no participa

Ab.: abandono

## Equipos
- Lampre-Merida (08.2013-2015)
- Trek-Segafredo (2016)
- Bahrain Merida (2017-2018)
- Direct Énergie/Total[4] (2019-2022)
  - Direct Énergie (01.2019-04.2019)
  - Team Total Direct Énergie (04.2019-06.2021)
  - Team TotalEnergies (06.2021-2022)
- Intermarché-Circus-Wanty (2023)
- Team Corratec-Vini Fantini (2024)